# Religion der Yoruba

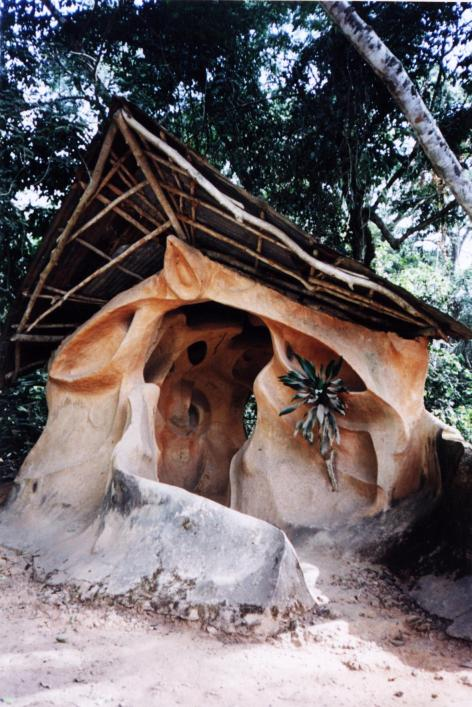
Tempel im heiligen Hain der Göttin Osun

Die Religion der Yoruba wird hauptsächlich in Teilen Nigerias und des angrenzenden Benins praktiziert. Sie ist auch der Ursprung einer ganzen Reihe religiöser Traditionen, die heute hauptsächlich in verschiedenen Ländern Amerikas blühen. Zu diesen afroamerikanischen Religionen gehören Vodoun (Voodoo), Santería, Umbanda, Candomblé, Macumba und noch einige weitere, wobei die Grenzen sowohl untereinander als auch zum Christentum oft fließend sind. Manche sprechen aufgrund der weiten Verbreitung vor allem unter den Schwarzen vieler Länder sogar von einer „Yoruba-Weltreligion“.
Ein Ort und mehrere Ausdrucksformen der Yoruba-Religion wurden als Welterbe / Weltkulturerbe der UNESCO anerkannt.

## Pataki
Patakis sind Erzählungen der Yoruba, in denen über die Schöpfung der Welt, die Ursprünge, die Verwandtschaftsbeziehungen und die Handlungen der Orisha berichtet wird. Die meisten von ihnen gehen auf Mythen oder Volkssagen zurück.

## Kosmologie
Die Kosmologie basiert auf einem untrennbaren Kosmos, in der der unsichtbare Bereich (òrun) und der sichtbare Bereich (aye) über Ashé wechselwirken und in einer Balance gehalten werden. Im òrun  sind Olódùmarè, Orishas und Ahnen, im aye die Lebenden. Es gibt keine Polarisierung in „das Gute“ und „das Böse“.
Diese Vorstellung wird in Darstellungen der Yorùbá zum Ausdruck gebracht.
- Eine Kalebasse symbolisiert mit ihren beiden Hälften den Kosmos.[1]
- Ein Divinationsbrett (opon ifá) des Ifá-Orakels besteht aus einem erhobenen Rand mit Figuren und einem flachen, glatten Zentrum.[2]

## Olódùmarè
Olódùmarè (Odumare; Olórun; Olófi) ist der Schöpfer der Orishas und der universellen Lebensenergie Aché (Aşe; Ashé) beziehungsweise diese sind seine Emanation. Er ist ohne ein bestimmtes Geschlecht. Er ist zusammen mit den Orishas und den Ahnen (égún) im Himmel (òrun; „Götterwelt“), aber nur die Orishas Obatala und Ellegua kennen seinen „Aufenthaltsort“. Er ist weit entfernt von den Problemen des Alltags auf der irdischen Welt (ayé, aiyé; „Diesseits“). Deshalb suchen die Gläubigen Orientierung und Hilfe bei den Orishas und den Ahnen.

## Ashé
Ashé (Ase, Àşe, Aché, Axé (bras.)), ist die Lebensenergie, die nicht nur alle Lebewesen und Gegenstände, sondern auch alle immateriellen Geistwesen (Orishas und Ahnen) und menschlichen Handlungen (Gebet, Lied oder Geste) besitzen. Sie nimmt im Laufe der Zeit trotz eines „guten Charakters“ (ìwa pèlé) ab und muss durch religiöse Rituale, wie Beten (adura) und Opfern (ebo, ebbo) aufgeladen werden, sonst werden die Götter zu leeren Idolen.

## Orisha
Orishas sind vermenschlichte Geistwesen/Götter, wie Naturgeister, Kulturheroen und deifizierte Ahnen, die als Boten und Vermittler zwischen Himmel und irdischer Welt agieren. Sie unterscheiden sich regional in ihrer Bedeutung, ihren Aspekten und ihren Beziehungen. Ihnen sind Farben, Zahlen, Pflanzen, Klänge, Rhythmen, Lieblingsspeisen und Lieblingsgetränke zugeordnet.
Während Gelehrte wie Bolaji Idowu der Meinung sind, dass der Polytheismus eine Rückbildung des Monotheismus sei, gibt es auch Interpretationen, die in der Vielzahl der Orisha die Aspekte der Gottheit erkennen. Eine solche Erklärung für die Vielzahl der Orisha gibt ein von den Yoruba erzählter Mythos. Demnach war am Anfang Orisha, der von seinem Sklaven, der ihn hasste, in viele hundert Einzelteile zerschlagen wurde. Orunmila aber sammelte die Einzelteile in der ganzen Welt wieder auf und die, die er finden konnte, gab er in eine große Kalebasse, die er Orisha Nla nannte und in einem Schrein in Ife aufstellte. Hunderte Fragmente sind heute noch in aller Welt zerstreut und Orislana ist das wichtigste unter allen.

## Orí
Im Orí (wörtlich ‚Kopf‘) ist die Bestimmung (àyànmó) verankert, die ein Mensch bei seiner Geburt mitbringt und die eine „teilweise“ Reinkarnation seiner Ahnen ist. Der Gläubige versucht über Orakelsysteme von den Orishas mehr über seine Vorherbestimmung zu erfahren. Das Ifá-Orakel, bei dem mit Òrúnmìlà, dem Orisha der Weisheit kommuniziert wird, darf nur von Babalawos (Ifá-Hohepriester) ausgeführt werden.

## Welterbe und Immaterielles Kulturerbe
Auf Initiative des Staates Nigeria wurden die folgenden materiellen und immateriellen Kulturgüter mit Bezug zur Religion der Yoruba durch die UNESCO registriert:
- Der heilige Hain der Orisha Osun ist seit 2005 ein UNESCO-Welterbe.[5][6]
- Das Ifá-Orakel des Orisha Òrúnmìlà wurde 2005 als Meisterwerk des mündlichen und immateriellen Erbes der Menschheit eingeschrieben und 2008 in die Repräsentative Liste des immateriellen Kulturerbes der Menschheit aufgenommen.[4]
- 2023 folgte das Shango-Festival als Immaterielles Kulturerbe der Menschheit.[7]